# Feito pra Durar
Feito Pra Durar é o primeiro álbum de estúdio solo do cantor e compositor brasileiro Péricles lançado em 2015 pela FVA Music no formato CD e tendo a direção e produção de Izaias Marcelo. O álbum contém 12 faixas traz a participação de Thiaguinho em "Trago a Pessoa Amada" e Hellen Caroline em "Dois Rivais". a música "É Qunte" tem a composição do cantor "Lucas Morato" que é filho do cantor Péricles a música "Feito Pra Durar" tem a composição de Thiaguinho e Luiza Possi e Péricles neste álbum regrava Ave Maria de Schubert de Franz Schubert.
Péricle disse que quis escolher as músicas sem saber quem eram os compositores. E ele disse:
Mas depois vieram as surpresas. "A música 'Feito Pra Durar', só depois que estava pronta eu descobri que era composição do Thiaguinho e da Luiza Possi". "A música 'É Quente' nós escolhemos e quando já estava no estúdio eu descobri que era do Lucas.

## Singles
"Erro Meu" é a primeiro single que foi lançado em 7 de abril de 2015 e foi tocado pelas rádios do Brasil, "Feito Pra Durar" (composição de Thiaguinho e Luiza Possi) foi lançado em 4 de agosto de 2015 e depois na última semana de setembro de 2015 foi lançado o videoclipe da música "Feito Pra Durar", "Melhor Eu Ir" foi sendo divulgada pelas rádios do Brasil a partir de 25 de novembro de 2015.

## Lista de faixas
| N.º | Título                                    | Compositor(es)                                        | Duração |  |
| 1.  | "À Deriva"                                | Matheus Santos, Felipe Loschi, Marquinhos de Moraes   | 3:49    |  |
| 2.  | "Erro Meu"                                | Indinho, Rodrigo Tiago, Vinícius Vian                 | 3:26    |  |
| 3.  | "Feito Pra Durar"                         | Thiaguinho, Luiza Possi                               | 3:20    |  |
| 4.  | "Dois Rivais" (Part. Hellen Caroline)     | Brunno Gabryel, Marquinhos de Moraes, Fabio Marques   | 3:37    |  |
| 5.  | "É Quente"                                | Cleitinho Persona, Lucas Morato                       | 3:24    |  |
| 6.  | "Melhor Eu Ir"                            | Thiaguinho, Mr. Dan                                   | 4:11    |  |
| 7.  | "Trago a Pessoa Amada" (Part. Thiaguinho) | Prateado, Luiz Claudio Picolé                         | 3:09    |  |
| 8.  | "Lembranças de Nós Dois"                  | Rodrigo Oliveira                                      | 3:39    |  |
| 9.  | "Querendo Futicar"                        | Claudemir, Marquinho Indio, Mario Cleide              | 3:38    |  |
| 10. | "A Flor da Pele"                          | Délcio Luiz, Altay Veloso                             | 3:40    |  |
| 11. | "Tudo de Mim"                             | Prateado, Umberto Tavares, Jeferson Jr., Gustavo Lins | 3:33    |  |
| 12. | "Ave Maria de Schubert"                   | Franz Schubert / Versão: Jota Moraes                  | 3:35    |  |